# 2003 في سوريا
فيما يلي قوائم الأحداث التي وقعت خلال عام 2003 في سوريا.

## أحداث
- صدور العدد الأول من مجلة نيلوفر للأطفال.
- غارة عين الصاحب.
- بدء نشاط حركة فلسطين حرة ضمن الأراضي السورية، بدعم ورعاية الحكومة السورية.

## سياسة داخلية
- 5 مارس/آذار الانتخابات التشريعية في سوريا 2003.
- انتهاء ولاية مصطفى ميرو وحكومته.
- تشكيل حكومة جديدة برئاسة محمد ناجي العطري.
- تشكيل وزارة (وزارة الاقتصاد والتجارة بدلا عن وزارة (الاقتصاد والتجارة الخارجية) ووزارة (التموين والتجارة الداخلية).
- تشكيل حزب الاتحاد الديمقراطي، وكان حزباً ممنوعاً في سوريا لارتباطه بحزب العمال الكردستاني المحظور أيضاً.

## رياضة
- دمشق تستضيف بطولة اتحاد غرب آسيا لكرة القدم 2002.
- فريق نادي الجيش بكرة القدم بطلا للدوري السوري موسم (2002-2003).
- لاعب نادي الجيش زياد شعبو يحقق لقب هداف الدوري السوري لموسم (2001-2003)، وتمكن من تسجيل 22 هدفاً في 24 مباراة أي مانسبته 92%.

## وفيات
- 24 نوفمبر/تشرين الثاني: لؤي الأتاسي.

## دراما
- كوابيس منتصف الليل.
- بيت العز.
- عرسان آخر زمن.
- حروف يكتبها المطر.
- خط النهاية.
- أنا وعمتي أمينة.
- ذكريات الزمن القادم.
- أبو المفهومية.
- خبز وملح.
- قانون ولكن.
- زمان الصمت.
- مخالب الياسمين.
- بقعة ضوء (الجزء الثالث).
- بنات أكريكوز.
- ربيع قرطبة.
- مرايا 2003.